# Mülhauser Frauen-Zeitung
Die Mülhauser Frauen-Zeitung. Organ für die Interessen der Frauenwelt und der Familie war eine Wochenzeitung von 1902 bis 1944. Seit 1945/46 wurde sie in französischer Sprache als Journal des ménagères de Mulhouse bis mindestens 1990 weitergeführt.

## Inhalt
Die Zeitung berichtete über verschiedene Themen aus Hauswirtschaft, Mode, Familie und mehr, dazu wurden auch Gedichte, Erzählungen und ein Fortsetzungsroman veröffentlicht. Sie war eher traditionell eingestellt, bemühte sich aber,  verschiedenste Interessen zu berücksichtigen. Der Chefredakteur 
und Herausgeber  war zuerst H. Ruge,  dann dessen Sohn Theodor Ruge (Théodore Rugé).
Die Mülhauser Frauen-Zeitung war die einzige verbreitetere Frauen-Zeitung im deutschen Reichsland Elsaß-Lothringen. 1908 hatte sie eine Auflage von 7.800 Exemplaren.
Sie wurde auch nach dem Übergang des Gebietes an Frankreich 1919 weitergeführt. 1941 gab es keine Ausgaben, danach wieder von 1942 bis 1944.
Seit 1945 wurde die Zeitung  als La ménagère de Mulhouse, seit 1946 als Journal des ménagères de Mulhouse in französischer Sprache mit fortlaufender Jahrgangszählung weitergeführt. Diese bestand bis mindestens bis 1990.